# Rostislav Pikonský
Rostislav Pikonský (* 4. března 1971) je český fotbalový trenér a bývalý profesionální fotbalový záložník.

## Hráčská kariéra
V nejvyšší soutěži zasáhl do 7 zápasů v dresu Baníku Ostrava, aniž by skóroval. Ve druhé lize vstřelil celkem 7 branek za Kaučuk Opava, Novou huť Ostrava a FC Karviná.
V ročníku 1995/96 se stal se 16 brankami nejlepším střelcem Moravskoslezské fotbalové ligy. V této soutěži zaznamenal celkem 34 vstřelené branky.
V divizi (sk. E) hrál za Biocel Vratimov (1991–1993) a Lokomotivu Petrovice (2000–podzim 2001). Od jara 2002 do konce září 2004 hrál nižší rakouské soutěže za ATSV HandyShop Schärding. Po návratu do vlasti hrál opět za Lokomotivu Petrovice (Přebor Moravskoslezského kraje 2004/05: 21 start/7 branek, 2005/06: 25/7) a dále za Vratimov a TJ Řepiště.

### Ligová bilance
| Ročník                  | Zápasy | Góly | Minuty | Klub              |
| ----------------------- | ------ | ---- | ------ | ----------------- |
| MSFL 1993/94            | 30     | 7    | –      | NH Ostrava        |
| II. liga 1994/95        | 25     | 1    | –      | Kaučuk Opava      |
| MSFL 1995/96            | 30     | 16   | –      | NH Ostrava        |
| MSFL 1996/97            | 30     | 4    | –      | NH Ostrava        |
| MSFL 1996/97            | 2      | 2    | –      | Baník Ostrava „B“ |
| I. liga 1996/97         | 7      | 0    | 345    | Baník Ostrava     |
| MSFL 1997/98            | 30     | 5    | –      | NH Ostrava        |
| II. liga 1998/99        | 24     | 1    | –      | NH Ostrava        |
| II. liga 1999/00        | 24     | 5    | –      | FC Karviná        |
| CELKEM I. LIGA          | 7      | 0    | 345    |                   |
| CELKEM II. LIGA         | 73     | 7    | –      |                   |
| CELKEM III. LIGA – MSFL | 122    | 34   | –      |                   |

## Trenérská kariéra
Od roku 2012 do 2014 měl na starosti výchovu fotbalové mládeže v klubu FC Vratimov.
Od roku 2014 do roku 2019 trenérem mládeže v klubu TJ ŘepištěOd roku 2019 hlavním trenérem ligového dorostu U18 v týmu MFK Frýdek-Místek dosud. Po skončení týmu U 18 ukončil trenérské angažmá ve Frýdku-Místku. Následně vzal nabídku hlavního trenéra ve Slovanu Ostrava u ,,A" týmu. Po roce a čtvrt angažmá ukončeno. Po roční pauze se domluvil na trenérské pozici hlavního trenéra,, A" týmu v Sedlištích 1.B. třída. Podle dostupných informací by chtěl tým postoupit o třídu výš do 1.A. třídy. Tak mu držím palce, aby mu to s jeho týmem vyšlo a aby i nadále předával své letité zkušenosti mladým hráčům.